# Tidaholms Järnväg
Tidaholms järnväg (TJ), också kallad Vartoftabanan, var en järnväg mellan Tidaholm och Vartofta i Skaraborgs län. Under en kort tid fortsatte den till Åsarp i Älvsborgs län.

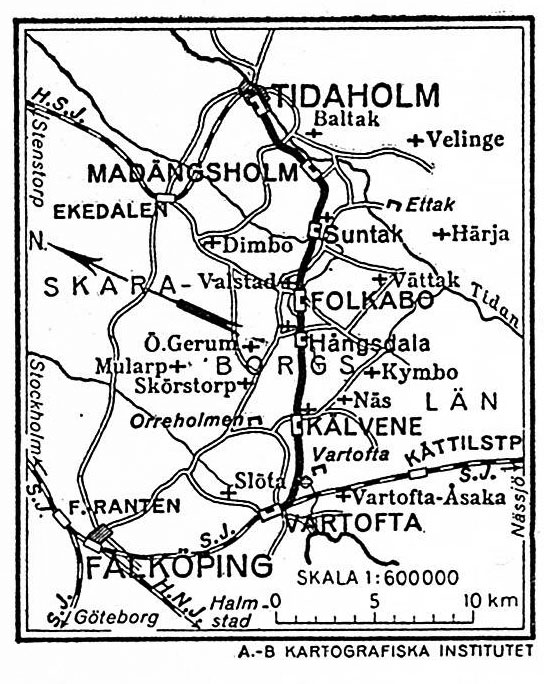
TJ. Karta 1926.

## Historia
Tidaholms järnväg fick koncession 1904 på sträckan Tidaholm-Vartofta. I Vartofta anslöts den till Södra stambanan med den sista kilometern gemensam. Tidaholms järnvägsaktiebolag bildades samma år med aktier tecknade för 510000 kr och till största delen tecknade av företag i Tidaholm. Bolaget fick ett statslån för samma belopp och den 24 km långa banan invigdes 1906. Tidaholm hade redan 1876 fått en smalspårig förbindelse med den smalspåriga Hjo-Stenstorps Järnväg (HSJ) till Hjo vid Vättern och Stenstorp på Västra stambanan. En stor anledning till byggandet av TJ var omlastningskostnaden vid Stenstorp mellan smalspår och normalspår. Tidaholm var huvudorten för TJ och där fanns ett lokstall. Till början av 1907 användes en tillfällig station vid Vamman 1 kilometer från HSJ:s station i Tidaholm eftersom man inte kom överense med HSJ om villkoren för att använda deras station. Trafiken startade med både gods- och persontrafik. 
TJ köpte av Västra Centralbanan (VCJ) den 8 km långa till normalspår ombyggda f.d. Ulricehamns Järnväg mellan Vartofta och Åsarp för 300000 kr. TJ tog över driften 1907. 1918 fick man tillstånd att lägga ner driften eftersom det inte fanns mycket trafik. Rälsen revs upp och såldes för 500000 kr.
En dieselelektrisk motorvagn inköptes 1925 från Diesel-elektriska vagn ab (Deva).
För att minska kostnaderna beslöt TJ och HSJ 1929 om samförvaltning med kontor i Tidaholm, detta fortsatte tills staten köpte TJ. Under 1930-talet blev lönsamheten sämre och för att undvika konkurs köpte staten TJ den 1 juli 1939 baserat på riksdagsbeslutet i maj 1939. Dåvarande Statens Järnvägar tog över driften.
I början på 1960-talet minskade godstrafiken till tändsticksfabriken för att helt upphöra 1968 då all transport hade flyttats till lastbil. Persontrafiken lades ner 1970 och godtrafiken upphörde 1989. Rälsen revs 1995.
De delar av banvallen som inte låg på åker är fortfarande synliga och en kortare sträcka har blivit väg.